# ISO 16642:2017

## Introducción
Los datos terminológicos se recopilan, administran y almacenan en una amplia variedad de sistemas, generalmente diversos tipos de sistemas de administración de bases de datos, que van desde aplicaciones informáticas personales para usuarios individuales hasta grandes sistemas de bases de datos terminológicos administrados por grandes empresas y agencias gubernamentales. Las bases de datos terminológicas están compuestas por varios tipos de información, llamadas categorías de datos, y pueden adoptar diferentes modelos estructurales. Sin embargo, los datos terminológicos a menudo necesitan ser compartidos y reutilizados en una serie de aplicaciones, y este intercambio se facilita cuando los datos se adhieren a un modelo común. Para facilitar la cooperación y evitar el trabajo duplicado, es importante desarrollar normas y directrices para crear y utilizar colecciones de datos terminológicos (TDC), así como para compartir e intercambiar datos. 
Este documento presenta un enfoque modular para analizar TDC existentes y diseñar nuevos. También proporciona un marco para definir lenguajes de marcado terminológicos (TML) que son interoperables. Además, hace referencia a DatCatInfo, un ejemplo de un repositorio de categoría de datos disponible. DatCatInfo es una base de datos en línea de información sobre los tipos de datos que se pueden incluir en las colecciones de datos terminológicos y otros recursos de idiomas.

## Estructura del ISO 16642:2017
El documento está dividido en los siguientes capítulos:
1. Alcance;
2. Referencias normativas;
3. Términos y definiciones;
4. Enfoque modular;
5. Modelo genérico para describir datos terminológicos;
6. Requisitos para el cumplimiento de TMF;
7. Intercambio e interoperabilidad;
8. Lenguajes de representación;
9. Definiendo un TML;
10. Implementando un TML.

## Alcance
Este documento especifica un marco para representar datos registrados en colecciones de datos terminológicos (TDC). Este marco incluye un metamodelo y métodos para describir lenguajes de marcado terminológicos (TML) específicos expresados en XML. Se definen los mecanismos para implementar restricciones en un TML, pero no las restricciones específicas para TML individuales.
Este documento está diseñado para apoyar el desarrollo y uso de aplicaciones informáticas para datos terminológicos y el intercambio de tales datos entre diferentes aplicaciones. Este documento también define las condiciones que permiten que los datos expresados en un TML se mapeen en otro TML.

## Diferencias con el estándar anterior (16642:2003)
Esta segunda edición cancela y reemplaza la primera edición (ISO 16642:2003), que ha sido revisada técnicamente.
Los principales cambios en comparación con la versión anterior son los siguientes:
- Los siguientes formatos ya no se usan activamente. En consecuencia, se han eliminado las referencias a estos formatos (incluidos el Anexo A, el Anexo B y el Anexo C):
  - Martif con restricciones especificadas (MSC);
  - Geneter;
  - Formato de intercambio de categoría de datos (DCIF);
  - Herramienta de mapeo genérico (GMT);

- Con la eliminación del Anexo B y el Anexo C, este documento ya no incluye ningún ejemplo de código integral de un TML. Los ejemplos de TML ahora están disponibles en ISO 30042, TermBase eXchange;
- Las referencias al anterior Registro de Categoría de Datos ISO / TC 37 o ISOcat han sido cambiadas de normativas a informativas. Además, el nombre ha cambiado a DatCatInfo, ahora como un ejemplo de repositorios de categorías de datos;
- Se eliminaron las referencias a ISO 12620:1999 e ISO 12620:2009. Estos estándares anteriores han sido retirados.
- Se ha agregado el estilo TypedValuedElement;
- Los ejemplos se han actualizado para reflejar ISO 30042: 2008 (TBX). TBX-Basic se menciona como TML;
- Algunos de los ejemplos y tablas se han movido a las secciones apropiadas;
- Como consecuencia de los cambios mencionados anteriormente, se eliminó parte de la información histórica, didáctica o duplicada para cumplir más estrictamente con los estándares editoriales de ISO.